# کوکتاون، کوئینزلند
کوکتاون (به انگلیسی: Cooktown) یک شهرک در استرالیا است که در Shire of Cook واقع شده‌است.